# Курумая Сінтаро
Курумая Сінтаро (нар. 5 квітня 1992, Кумамото) — японський футболіст, що грає на позиції захисника.

## Клубна кар'єра
З 2014 року грає за команду Кавасакі Фронтале.

## Виступи за збірну
Дебютував 2017 року в офіційних матчах у складі національної збірної Японії. У формі головної команди країни зіграв 3 матчі.

## Титули і досягнення
- Чемпіон Японії: 2017, 2018, 2020, 2021
- Володар Кубка Імператора Японії: 2020, 2023
- Володар Кубка Джей-ліги: 2019
- Володар Суперкубка Японії: 2019, 2021